# Ophidiotrichus exastus
Ophidiotrichus exastus är en kvalsterart som beskrevs av Higgins 1965. Ophidiotrichus exastus ingår i släktet Ophidiotrichus och familjen Oribatellidae. Inga underarter finns listade i Catalogue of Life.